# Apaniecras-canelas
Os apaniecras-canelas são um dos subgrupos indígenas brasileiros dos canelas, que habita no centro do estado do Maranhão, mais precisamente a Área Indígena Porquinhos-Aldeia Chinela.

## Denominação
Os Canela-Apanyekrá fazem parte do tronco línguístico macro-jê e do grupo dos timbiras. 
Os timbiras, por sua vez, se dividem entre os ocidentais na margem esquerda do rio Tocantins (Apinajé, no Tocantins) e orientais na margem direita do rio Tocantins (Gavião Parakateyê no Pará; Gavião Pukobyê, Krikati, Canela, Krenyê, Krepumkateyê, no Maranhão; Krahô, no Tocantins).
O grupo dos canelas se divide nos subgruposː apaniecra-canela, rancocamecra-canela e quencatejê-canela.
Nimuendajú diz que Apanyekrá significa “o povo indígena da piranha”. Tal nome teria origem no fato de pintarem o maxilar inferior de vermelho, remetendo à imagem do peixe carnívoro.
O termo Canela é uma abreviação de “Canela Fina” e tem sido usado desde o início do século XIX para designar os índios que habitavam do rio Tocantins ao leste do rio Parnaíba (região que abrange os atuais estados do Maranhão, Pará, Piauí, Goiás e Tocantins).
O termo “Canela Fina“ diz respeito ao uso de uma estreita faixa de algodão amarrada abaixo dos joelhos como adorno, o que facilitaria o seu desempenho nas corridas, tornando mais ágeis.
Embora os Canelas Apaniekrá e os Canelas Ramkokamekrá tenham características organizacionais, culturais e linguísticas semelhantes, eles preferem se autodenominarem como povos diferentes.

## Língua
O dialeto canela faz parte do conjunto de dialetos da língua timbira, da família Jê, no tronco Macro-Jê, havendo as variantes tanto dos Ramkokamekrá como dos Apanyekrá .
Muitos Canela conseguem se expressar em português. Os Canela-Ramkokamekrá têm maior domínio dessa língua do que os Canela-Apanyekrá. Os homens tem maior domínio português que as mulheres, por contarem com mais experiências urbanas e por praticarem o comércio.

## História
O povo Canela-Ramkokamekra  é descendente dos indígenas Kapiekran (como eram conhecidos até 1820).
Os Kapiekran foram alvo de incursões de milícias locais ou bandeiras no final do século XVIII, com o objetivo de tomar e assegurar as suas terras para usar na agricultura e criação de gado ao longo dos rios Itapecuru e Alpercatas.
Dizimados por essas guerras, em 1814, os Kapiekran se renderam-se às forças da região, no município de Pastos Bons, em troca de proteção. Os remanescentes do povo (assim como os de outras várias nações timbira), foram autorizados a se estabelecer no canto noroeste das terras ancestrais dos Kapiekran (o que representava apenas 5̥ do território originalmente ocupado, em por volta de 1830).
Os Apanyekrá foram mencionados pela primeira vez no final da década de 1810, citados pelo militar Francisco de Paula Ribeiro.Habitando a área montanhosa a oeste dos Kapiekran, ao norte dos caminhos dos vales de rios utilizados pelos colonos brasileiros (pelo rio Itapecuru e baixo Alpercatas, e pelos rios Parnaíba e Balsas). Este povo sofria, assim, menos ataques de jagunços, já que estavam menos expostos que os Kapiekran, que viviam nas terras mais planas a leste e a sul ao longo do rio Itapecuru e do baixo Alpercatas. 
No início dos anos 1830, as terras férteis das nascentes do rio Corda e seus arredores foram ocupadas por uma família de criadores de gado. Dessa forma, os Apanyekrá passaram então a ter conviver com sertanejos que viviam imediatamente ao sul, fato que não aconteceu com os Ramkokamekrá.
Em histórias contadas pelos Apanyekrá, provavelmente do século XIX, houve uma época em que estiveram sujeitos ao forte controle de um fazendeiro local. Eram empregados em sua fazenda e em tarefas da casa e seus jagunços dormiam com suas mulheres. O fazendeiro também costumava fornecer gado para festas, onde os indígenas todos dançavam à moda sertaneja (abraçados).
Entre 1929 e 1936, o etnólogo Curt Nimuendajú esteve entre os canelas-Ramkokamekra, onde realizou estudos que deram origem à obra The Eastern Timbira.
Por volta de 1950, o Serviço de Proteção ao Índio (SPI) estabeleceu um posto entre os Apanyekrá e começou a pagar um sertanejo para viver entre eles. Ao contrário dos encarregados do posto Ramkokamekrá daquele tempo, o encarregado dos Apanyekrá era mais respeitoso e discreto em relação aos índios, e os protegia dos fazendeiros. 
Ao longo dos anos, os Apanyekrá foram mudando periodicamente sua aldeia para diferentes locais em suas terras, mas levavam consigo o "posto elementar" e o encarregado. Alguns dos lugares em que a aldeia esteve foi em Águas Claras (1958), Porquinhos (1960), Rancharia (1966 e 1971), e em outro lugar da área de Porquinhos em 1974 e 1975, onde permanecem desde então, próximos ao posto da Funai e do prédio da escola com sua enfermaria, ambos construídos em alvenaria e telha no início da década de 1970.
Em 1963, durante os ataques dos fazendeiros aos Ramkokamekrá, que viviam um movimento messiânico, as terras dos Apanyekrá também estiveram sob ameaça de serem tomadas. Algumas terras periféricas foram ocupadas por um fazendeiro, o que levou a guarnição militar de engenharia sediada em Barra do Corda a construir uma pista de pouso na área de Porquinhos por volta de 1965, para proteger os índios.
Os Apanyekrá estiveram mais isolados que os Ramkokamekrá em razão da distância de Barra do Corda e também porque as florestas ao longo do rio Corda se estendem quase continuamente entre a cidade e Porquinhos, o que dificultava a construção de uma estrada direta entre as duas.
A Terra Indígena Porquinhos foi homologada em 09 de agosto de 1983.

## Mitologia e cultura
Os Apanyekrá têm um certo número de mitos que os Ramkokamekrá não têm e vice-versa, além de haver variações entre as versões.
Uma das principais figuras mitológicas do povo Canela é o Awkhê (ou Awkê), um herói cultural que tinha poderes sobrenaturais e, quando desejava, transformava-se em animais ou outras formas, assustando seus tios, os quais, então, tiveram de matá-lo. Embora esses acreditassem tê-lo queimado em uma fogueira, ele sobreviveu na forma de cinza. 
Quando voltou à forma de ser humano, seja como Awkhê ou como o imperador Dom Pedro II, ele intimou o povo Canela a escolher entre seu mundo, representado pelo arco e a flecha, e o mundo dos brancos civilizados, representado por uma arma de fogo.
Os Canela decidiram pela escolha do arco e da flecha e, desse modo, uma posição subordinada no mundo dos brancos. Dessa forma, os sertanejos passaram a ter de ajudar os Canela e lhes dar tudo de graça. E em troca, os Canela deveriam dar respeito, deferência e obediência aos brancos.
No mito da criação, o Sol e a Lua andaram pela terra, criando as normas para a vida social. O Sol criou os homens e mulheres ideais e a Lua criou aqueles deformados. O Sol permitiu que facões e machados trabalhassem nas roças por conta própria, enquanto Lua os fez parar. Em razão disso, , os homens necessitam trabalhar arduamente para fazer suas roças. 
O domínio do fogo teria se dado aos Canelas quando um menino o trouxe para seu povo após tê-lo roubado da fogueira de uma onça fêmea.
A Mulher Estrela se apaixonou por um homem Canela e decidiu descer para morar por um tempo entre os seus familiares. Enquanto estava entre os Canelas, ela indicou que o milho crescia no mato e os ensinou que aquilo era bom de se comer, sendo essa a origem das roças. Posteriormente, ela voltar a morar no céu, levando seu companheiro e ambos se transformaram nas estrelas gêmeas, conhecidas entre os não indígenas como Castor e Pólux. Diferentemente da versão dos Rankokamekra, a partida dela para os céus com o homem Apanyekrá apenas se deu depois de ter cometido um ato hostil de vingança, entornando o conteúdo de uma cabaça no pátio.

### Xamanismo
De acordo a tradição canela, depois da morte a alma vai para uma aldeia de almas em algum local a oeste, vivendo em condições similares à vida em uma aldeia. As coisas, no entanto, são amenas e menos agradáveis, como a comida ter menos sabor, a água ser morna, mas não fria e o sexo menos prazeroso. Após um determinado tempo, os espíritos tornam-se animais de caça, em seguida animais menores e, mais tarde, algo como um mosquito ou um toco de árvore, até que, finalmente, a entidade deixa de existir.
Enquanto as almas estiverem sob a forma humana, elas podem ser contatadas por xamãs. No entanto, se alguém mantiver contato com elas, ficará seriamente doente ou até mesmo morrerá. Caso os canelas violem determinadas regras, como por exemplo ir ao mato durante a noite ou apanhar água do riacho depois do anoitecer, as almas podem pegá-los. De todo modo, as almas podem trazer prejuízos aos homens, e somente os xamãs podem descobri-las.
Os xamãs podem comunicar-se com almas quando necessitam de informações e poderes. Uma fonte de força em geral provém do canto de determinada canção feita durante festivais particulares. 
Os canelas podem cheirar certas infusões para aumentar as habilidades de caçador e melhorar as condições de saúde em geral. Também podem manter restrições alimentares e sexuais para manter a poluição afastada do seu corpo e, assim, alcançar determinadas capacidades.

### Corrida de toras
A corrida de toras é uma das principais cerimônias entre os Ramkokamekrá, geralmente feita após uma atividade coletiva, como uma caçada.
A origem dessas corridas teria surgido da necessidade de os timbiras se exercitarem para estarem prontos para o combate, para não deixar nenhum companheiro ferido ou morto nas mãos do inimigo.

São uma competição esportiva entre duas equipes, onde homens, mulheres e crianças correm com toras, que podem ser pequenas, médias e grandes.